# Christianne Mwasesa
Christianne Mwange Mwasesa (* 12. März 1985 in Lubumbashi) ist eine Handballspielerin aus der Demokratischen Republik Kongo, die für die Nationalmannschaft des Kongo aufläuft.

## Karriere

### Im Verein
Christianne Mwasesa spielte bis zum Jahr 2008 in Abidjan an der Elfenbeinküste. Anschließend wurde die Rückraumspielerin vom französischen Zweitligisten Mérignac Handball unter Vertrag genommen. Eine Spielzeit später wechselte sie zum Erstligisten Toulon Saint-Cyr Var Handball. 2010 gewann Mwasesa mit Toulon die französische Meisterschaft und qualifizierte sich für die EHF Champions League. In der Champions League 2010/11 erzielte Mwasesa in der Gruppenphase 37 Treffer. Toulon Saint-Cyr Var Handball schied nach der Gruppenphase aus, qualifizierte sich jedoch für den laufenden Wettbewerb des Europapokals der Pokalsieger. Hier erzielte die Kongolesin weitere 27 Treffer.
In den Spielzeiten 2010/11 und 2011/12 gewann Mwasesa jeweils den französischen Pokal. Hierdurch nahm sie mit Toulon Saint-Cyr Var Handball in den Spielzeiten 2011/12 sowie 2012/13 erneut am Europapokal der Pokalsieger teil. Ab dem Januar 2013 legte sie eine Pause ein und brachte im Juli ihre Tochter zur Welt. Nachdem Mwasesa nach ihrer Schwangerschaft wieder für Toulon Saint-Cyr Var Handball aufgelaufen war, verließ sie im August 2014 den Verein. Später schloss sie sich dem angolanischen Verein CD Primeiro de Agosto an. Mit Primeiro de Agosto gewann sie 2022 und 2023 die CAHB Champions League.

### In der Nationalmannschaft
Christianne Mwange Mwasesa nahm mit der kongolesischen Nationalmannschaft 2012 an der Afrikameisterschaft teil. Dort gewann die Demokratische Republik Kongo die Bronzemedaille und qualifizierte sich somit für die Weltmeisterschaft 2013 in Serbien. Bei der WM 2013 belegte Mwasesa mit 42 Toren den achten Rang in der Torschützenliste. 2014 belegte sie den zweiten Rang bei der Afrikameisterschaft. Bei der WM 2015 belegte sie mit 45 Toren erneut den achten Rang in der Torschützenliste.
Mwasesa gewann die Silbermedaille bei den Afrikaspielen 2023 in Accra.